# SW Геркулеса
SW Геркулеса (лат. SW Herculis) — одиночная переменная звезда в созвездии Геркулеса на расстоянии приблизительно 16047 световых лет (около 4920 парсек) от Солнца. Видимая звёздная величина звезды — от +14,73m до +13,52m.
Открыта Эдуардом Байо в 1907 году*.

## Характеристики
SW Геркулеса — жёлто-белая пульсирующая переменная звезда типа RR Лиры (RRAB) спектрального класса F. Эффективная температура — около 6334 K.